# Câu lạc bộ bóng đá Hà Nội mùa bóng 2023–24
Mùa bóng 2023–24 là mùa giải thứ 19 trong lịch sử của câu lạc bộ bóng đá Hà Nội (Hà Nội FC) và là mùa thứ 16 liên tiếp đội bóng thi đấu tại V.League 1, giải bóng đá cấp độ cao nhất trong hệ thống giải đấu của bóng đá Việt Nam. Ngoài ra, đội cũng sẽ thi đấu tại AFC Champions League 2023–24 từ vòng bảng.

## AFC Champions League
Đây là mùa giải đầu tiên trong lịch sử Hà Nội FC mà được họ tham dự AFC Champions League từ vòng bảng. Ngày 18 tháng 5, Hà Nội FC thông báo về việc họ sẽ sử dụng Sân vận động Quốc gia Mỹ Đình làm sân nhà cho các trận đấu trong khuôn khổ AFC Champions League 2023–24. Ngày 24 tháng 8, lễ bốc thăm vòng bảng được diễn ra, qua đó Hà Nội FC nằm ở bảng J cùng các đội Urawa Red Diamonds (Nhật Bản), Vũ Hán Tam Trấn (Trung Quốc) và Pohang Steelers (Hàn Quốc).
| 20 tháng 9 năm 2023 | Hanoi FC               | 2–4      | Pohang Steelers                                                       | Sân vận động Quốc gia Mỹ Đình, Hanoi                     |  |
| 19:00 UTC+7         | - Joel Tagueu 53', 87' | Chi tiết | - Damien Le Tallec 30' (l.n.) - Yun Min-ho 34' - Kim In-sung 39', 49' | Lượng khán giả: 15.025 Trọng tài: Alireza Faghani (Iran) |  |